# Ян Томашевски
Ян Томашѐвски (на полски: Jan Tomaszewski) е полски футболен вратар, роден на 9 януари 1948 г. във Вроцлав. Той е един от най-добрите вратари както в полския, така и в световния футбол.

## Спортна кариера
Мачът, с който вратарят с необичайния номер 2 придобива световна известност е решителната квалификация за СП 1974 срещу Англия на Уембли. Англичаните се нуждаят от победа, но след решителни намеси на Томашевски стига само до 1:1. На самото световно първенство става първият вратар в историята на световните финали, който спасява две дузпи в два мача в рамките на един турнир — на Стафан Тапер от Швеция и Ули Хьонес от Германия. Поляците побеждават отбори като Аржентина, Италия, Югославия, Швеция и Бразилия и печели бронзовите медали. Томашевски е носител и на сребърен медал от Олимпиадата в Монреал през 1976 г. Участва и на СП 1978, но там полският отбор се представя разочароващо и отпада в груповата фаза.
На клубно ниво Томашевски пази вратата предимно на полски отбори, най-продължително на ЛСК (Лодз).
След края на кариерата си той изкарва прехраната си като спортен журналист и коментатор.